# História da Linha do Corgo

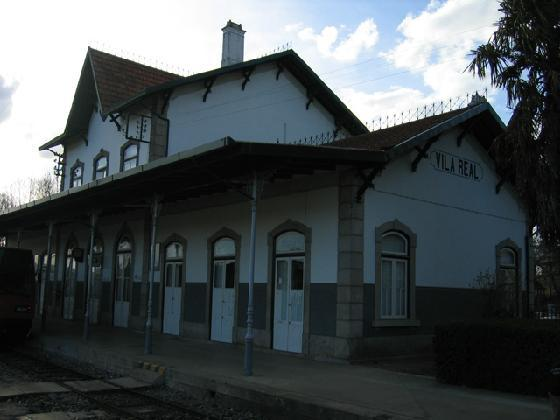
Estação de Vila Real, com uma automotora da Série 9500.

A Linha do Corgo, originalmente denominada de Linha do Valle do Corgo e de Caminho de Ferro da Regoa a Chaves, foi uma ligação ferroviária entre a Estação de Régua, na Linha do Douro, e a cidade de Chaves, no distrito de Vila Real, em Portugal.

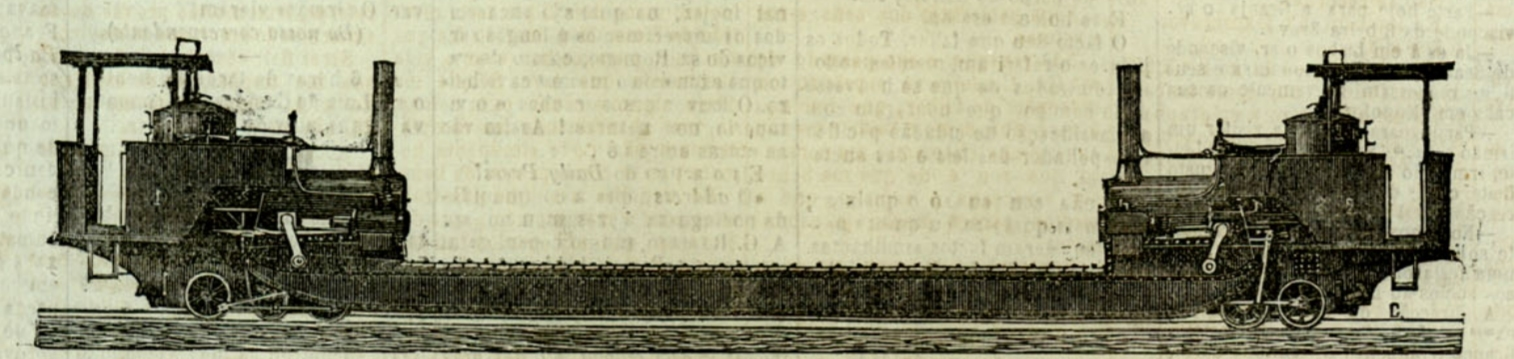
Locomotiva encomendada para o caminho de ferro da Régua a Vila Real, que nunca chegou a entrar ao serviço.

## Antecedentes
O primeiro caminho de ferro a fazer este percurso foi uma linha de carros americanos, a tracção animal, que funcionou entre 26 de Novembro de 1875 e Setembro de 1876, unindo a Régua a Vila Real, num percurso de cerca de 26 quilómetros.

## Primeiras tentativas de construção

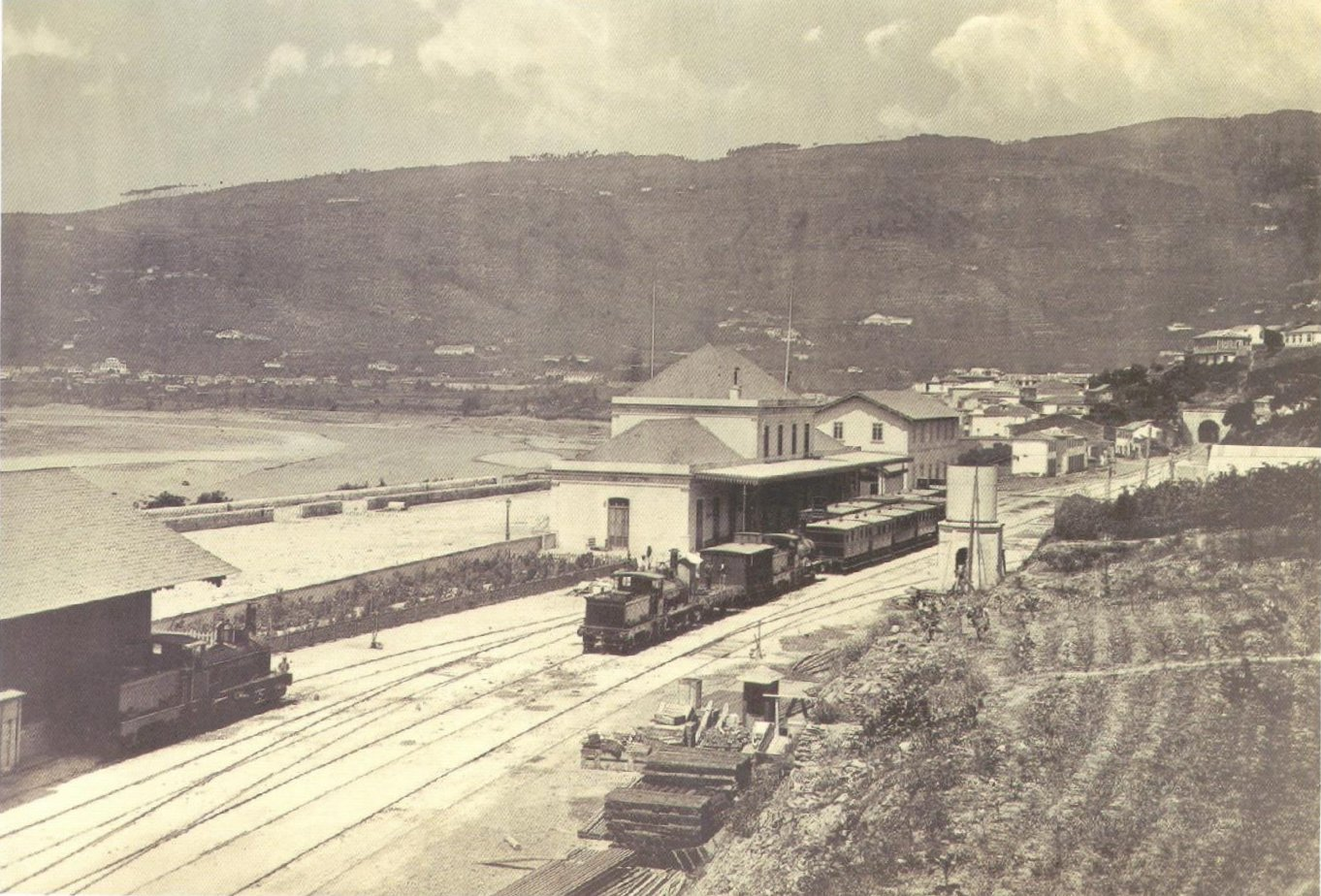
Estação de Régua, antes da construção da Linha do Corgo.

Desde a chegada da Linha do Douro à Régua, em 15 de Julho de 1879, que se planeou a construção de um caminho de ferro entre este ponto e as cidades de Vila Real e Chaves, passando pelo vale do Rio Corgo. Com efeito, nessa altura já se reconhecia a necessidade de construir uma ligação ferroviária entre a Régua e a fronteira, passando pelas importantes localidades de Vila Real e Vila Pouca de Aguiar, as estâncias termais nas Pedras Salgadas e em Vidago, e as planícies em redor de Chaves; esperava-se que a linha servisse, igualmente, a região de Verín, em Espanha, ligando-se à linha entre aquela localidade e Ourense. Junto a Vidago, terminaria a Linha do Tâmega, que se previa que fosse o mais importante caminho de ferro naquela região; no entanto, a Linha do Corgo também possuía uma considerável importância, por servir Vila Real.
Durante a pasta de Emídio Navarro, aquele estadista procurou desenvolver o transporte ferroviário na região a Norte do Rio Douro, tendo ordenado a formação de brigadas técnicas para elaborar os ante-projectos de diversos projectos, incluindo um, de 1885, em via larga ou estreita, que ligaria Viseu a Chaves, transitando por Lamego e pela Régua, e pelos vales dos Rios Paiva e Tâmega. O estudo para estas linhas foi realizado por dois grupos, um a Norte, chefiado por Pereira Dias, e outro a Sul do Rio, liderado por Matos Cid. Verificou-se que o difícil relevo da região tornava mais apropriada a utilização de bitola estreita, pelo que o ante-projecto foi elaborado a pensar neste tipo de via. Este projecto acabou por ser cancelado, e substituído por uma linha a norte do Rio Douro, saindo de Livração.
Em 1898, Elvino de Brito ordenou que fossem realizados os Planos Complementares ao Sul do Tejo e ao Norte do Mondego. Entre as linhas propostas pela comissão destacada para a zona Norte do Mondego, figurava a Linha do Vale do Corgo, unindo a Régua ao Vidago, passando por Vila Pouca de Aguiar e Vila Real. Esta linha foi classificada, junto com as restantes do Plano Complementar, em 15 de Fevereiro de 1900.
Posteriormente, foram realizadas várias tentativas, como a da Companhia do Caminho de Ferro do Porto à Póvoa e Famalicão, que esteve quase a ver concedida a garantia de juro, ou os estudos efectuados por Emídio Navarro. Em 12 de Abril de 1897, os empresários Alberto da Cunha Leão e António José Pereira Cabral obtiveram a concessão para a construção e gestão do Caminho de Ferro da Regoa a Chaves. Este caminho de ferro, em via métrica, seria empreendido sem apoios do governo. No entanto, depressa perceberam que o auxílio estatal seria indispensável, pelo que conseguiram que o alvará de Abril fosse substituído por um decreto de 1 de Abril, que estabeleceu uma concessão provisória, com diversas isenções nos impostos. Um plano original, de 1887, que previa um limite de 150 metros nas curvas, e que, por isso, aumentaria consideravelmente os custos de instalação de via na difícil região entre Régua e Vila Pouca de Aguiar, foi, igualmente, substituído em 1897, estabelecendo o novo plano um máximo de 60 metros nas curvas, o que permitiria uma maior adaptação da linha ao terreno, e, desta forma, uma redução nos custos de construção. No entanto, em 12 de Julho do mesmo ano, saiu uma proposta de lei, que regulou o arrendamento das linhas do estado, e a construção das linhas complementares; este documento beneficiou, principalmente, a rede ferroviária no Minho, em prejuízo das linhas em Trás-os-Montes, tendo apenas uma linha entre Braga e Chaves recebido garantia de juro. Uma vez que iria entrar em conflito com esta nova ligação, a iniciativa para ligar a Régua a Chaves foi liquidada. Ainda assim, uma carta de lei de 27 de Julho de 1898 autorizou o governo a tornar a concessão definitiva, e a realizar mais concessões nos impostos; no entanto, esta autorização não chegou a ser utilizada.

## Abertura dos concursos estatais

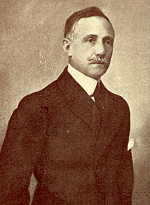
Conde de Paçô Vieira.

Em 14 de Julho de 1899, uma lei reorganizou a gestão dos Caminhos de Ferro do Estado, e instituiu o fundo especial para auxiliar a construção de linhas complementares e a realização de obras e melhoramentos necessários. Este diploma autorizou, igualmente, a instalação de todas as linhas cuja concessão já estivesse caducada ou em vias de caducar, tendo o governo aproveitado para decretar a construção da linha de Régua a Vila Real.
A publicação deste documento revitalizou as iniciativas para a construção da ligações ferroviárias, tendo o deputado José Ferro Madureira Beça defendido a implantação de uma linha entre Mirandela e Bragança; na sequência deste pedido, o ministro das Obras Públicas, Conde de Paçô Vieira, aproveitou para regularizar a situação das várias linhas, incluindo a da Régua a Chaves, tendo estabelecido a concessão por um alvará de 10 de Outubro de 1901.
No entanto, os concessionários, Alberto da Cunha Leão e António Júlio Pereira Cabral, tiveram de pedir a rescisão do contrato, uma vez que não conseguiram reunir os recursos financeiros necessários para este projecto. Posteriormente, quando foi necessário apresentar, às Câmaras, uma proposta de lei sobre a linha de Mirandela a Bragança, foi logo incluída uma autorização para realizar um novo concurso para a linha da Régua à fronteira, e aceitar a desistência dos antigos concessionários; a garantia de juro a atribuir seria de 4½%, sobre um custo quilométrico de 26 000$000 réis. No relatório desta proposta de lei, discutiu-se sobre como as linhas transmontanas iriam aumentar consideravelmente os rendimentos na Linha do Douro, suficientes para compensar os encargos com as garantias de juro; estudaram-se, igualmente, as condições técnicas da ligação entre Régua e Chaves, tendo sido aceite a possibilidade de reduzir até aos 100 metros os raios das curvas, nos troços de via mais complicados.
Na reunião do Conselho de Estado de 14 de Maio, foi ratificada a lei, votada pelas Cortes, que autorizava a construção do caminho de ferro entre a Régua e a fronteira. Uma carta de lei de 24 de Maio de 1902 autorizou o Governo a aceitar a desistência dos concessionários, e a abrir um novo concurso para este projecto, com o apoio do Fundo Especial, através de garantias de juro. No mesmo dia, foi publicado um decreto com as bases do concurso, que, por ter saído com erros do Diário do Governo, foi novamente publicado em 21 de Abril.
As bases para o concurso foram publicadas em 21 de Abril desse ano. O concurso, aberto no dia 2 de Agosto, estipulava que a construção fosse dividida em cinco fases, que terminavam em Vila Real, Vila Pouca de Aguiar, Vidago, Chaves, e na fronteira com Espanha. Em Setembro, um dos concorrentes era o empresário Isidro de Campos, em nome de um grupo financeiro portuense.
Este processo terminou no dia 5 de Novembro, tendo sido concorrentes a casa Fonsecas, Santos & Vianna, em representação de uma associação de capitalistas estrangeiros, Alfredo Menéres, David Cohen, e João Lopes da Cruz; no entanto, o governo discordou de todas as propostas apresentadas, e resolveu abrir um novo concurso, no qual permitiu o uso de curvas de raios de 60 metros e de material circulante articulado, aumentou-se o peso por metro dos carris até 24 Kg, retirou-se a base de licitação e aumentou-se o depósito, e possibilitou velocidades comerciais semelhantes às praticadas na Linha do Douro.
O novo concurso foi aberto no dia 2 de Dezembro; o engenheiro Raul Mesnier du Ponsard candidatou-se, enquanto que João Lopes da Cruz não se apresentou, porque já tinha constituído uma empresa para a construção do troço entre Mirandela e Bragança da futura Linha do Tua. O final deste processo foi atrasado, a pedido de um concorrente, tendo sido encerrado no dia 16 de Janeiro de 1903; no entanto, só uma proposta foi entregue, que foi recusada por apresentar vários pontos nulos, tendo um outro candidato desistido.
Na sessão das Câmaras Legislativas de 1902-1903, foram discutidos vários projectos ferroviários, incluindo a construção da linha da Régua à fronteira, passando por Vila Real e Chaves, tendo-se determinado que deveria ser realizada directamente pelo Governo, através dos Caminhos de Ferro do Estado. O concurso para esta linha foi debatido na sessão da Câmara Electiva, em 20 de Abril, por Filipe de Moura e Magalhães Ramalho. A instalação desta linha foi apoiada pela autarquia de Chaves, em representação da população daquele concelho, que pretendia uma ligação à Linha do Douro.
Após a publicação da lei de 1899, verificou-se a necessidade de planear várias ligações complementares por todo o país, que foram classificadas nos planos das redes ferroviárias ao Norte do Mondego, decretado em 15 de Fevereiro de 1900, e ao Sul do Tejo, decretado em 27 de Novembro de 1902; desta forma, a lei tornou-se insuficiente, tendo sido necessária uma nova proposta de lei, apresentada em 1903, e que autorizava o Governo a gastar 6:500.000$000 réis do fundo especial, para encetar vários projectos ferroviários por todo o país, incluindo a ligação de Vila Real a Chaves, Porém, antes disso, seria necessário terminar os investimentos previstos na lei anterior, como o primeiro troço de Régua a Chaves.

## Planeamento e construção

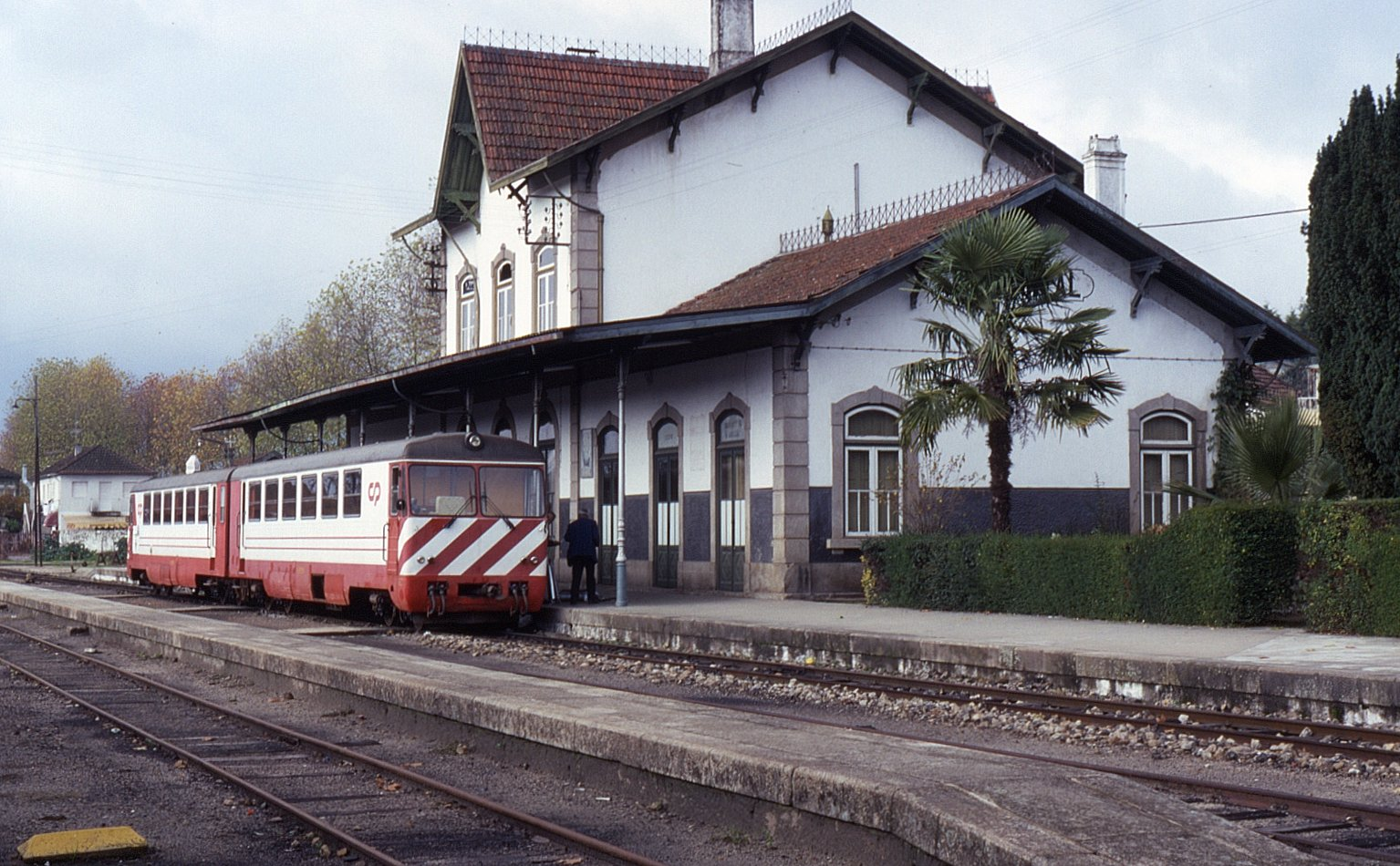
Estação de Vila Real, em 1993.

### Troço entre a Régua e Vila Real
Na sessão do Parlamento de 11 de Fevereiro de 1903, o deputado Alexandre Cabral questionou o ministro das Obras Públicas, Manuel Francisco de Vargas, acusando-o de ilegalidades nas alterações que este tinha introduzido nas bases do concurso para a linha da Régua à fronteira. O concurso realizou-se em 16 de Fevereiro, não tendo, até ao dia anterior, entrado quaisquer propostas no Ministério, embora fosse comum, naquela altura, que os requerimentos só fossem apresentados na hora do concurso. Por outro lado, calculou-se que este facto tenha resultado do forte debate ocorrido no Parlamento apenas alguns dias antes, e que causou uma situação pouco propícia para este processo. Ainda assim, surgiu uma só proposta, que, por conter vários vários erros, não pôde ser aceite. Desta forma, um decreto de 17 de Fevereiro de 1903 ordenou a construção da linha por parte do estado, acto que foi promulgado por Manuel Vargas numa lei no dia seguinte. Em 25 de Fevereiro, foi oficialmente destacada a Administração dos Caminhos de Ferro do Estado para dirigir a construção do primeiro troço, entre a Régua e Vila Real. As obras deviam começar após serem terminados e aprovados os trabalhos preparatórios, pela Divisão de Minho e Douro dos Caminhos de Ferro do Estado, entidade que também seria responsável pelos estudos necessários para os troços seguintes da linha.
Foi utilizado o projecto de 1897 de Alberto da Cunha Leão, tendo apenas sido modificado na saída da Estação de Régua; o projecto revisto, datado de 31 de Março de 1903, já tinha dado entrada no Conselho Superior de Obras Públicas e Minas em 16 de Abril. O parecer desta organização foi publicado no dia 23, e dois dias depois o governo, baseado neste relatório, aprovou o projecto e o orçamento correspondente. O projecto foi elaborado com rapidez, por 5 brigadas de estudo dirigidas pelo conselheiro Póvoas, tendo demorado pouco mais de um mês os trabalhos de campo e de gabinete; esperava-se, nessa altura, que as obras começassem em Maio. O traçado proposto aproveitava a ponte que já existia, da Linha do Douro, sobre o Rio Corgo, seguindo sempre a margem esquerda deste curso de água, e terminando em frente de uma nova ponte em Vila Real. Devido à extrema dificuldade do terreno, a travessia do Rio só se deveria realizar no troço entre Vila Real e Vidago, no Vale de Vila Pouca, onde o terreno era muito mais aberto. O raio mínimo para as curvas deveria ser de 60 m, e as rampas só deveriam possuir até 25 mm de inclinação.
As leis de 24 de Abril e 1 de Julho de 1903 forneceram os meios necessários para a construção, e, no dia 7 de Maio, a Direcção de Minho e Douro dos Caminhos de Ferro do Estado anunciou que iria abrir em 10 de Junho, na Estação de Campanhã, um concurso público para a adjudicação de duas empreitadas, denominadas de A e B, correspondentes a dois troços entre Régua e Vila Real. Deste processo resultaram 8 propostas tendo sido aceite a do concorrente José Pereira.
Em 10 de Setembro de 1903, o governo ordenou que fosse iniciado o concurso para as partes restantes da linha entre a Régua e Vila Real. Em 16 de Outubro, o programa e o correspondente caderno de encargos já tinham sido aprovados, tendo sido anunciado, nesse dia, a realização de um concurso no dia 16 de Dezembro, para outras duas empreitadas naquele troço, com os códigos C e D. Em 21 de Outubro, foi aceite um requerimento do Ministro das Obras Públicas para aumentar os valores do empréstimo, de forma a iniciar novos projectos e concluir outros em andamento; assim, o orçamento dos estudos e da construção da Linha da Regua por Villa Real a Chaves foi incrementado para 240:000$000 réis.
Em 6 de Novembro, a Direcção do Minho e Douro comunicou que iria abrir, no dia 10 de Dezembro, um outro concurso, para as empreitadas E e F, completando o troço entre a Régua e Vila Real.
Em Setembro de 1903, a construção do troço entre a Régua e Vila Real já estava em curso, partindo de dois pontos ao mesmo tempo. Em meados de Setembro de 1905, as obras estavam quase terminadas, esperando-se que fossem concluídas antes do final do ano; o plano para a ampliação da Estação de Régua, de forma a acolher não só a nova linha, mas também a programada extensão até Vila Franca das Naves, já tinha sido produzido e entregue ao Conselho Superior de Obras Públicas, para que este órgão o apreciasse.
O troço até Vila Real foi aberto à exploração em 12 de Maio de 1906. No princípio do Século, considerava-se que este caminho de ferro apresentava boas promessas para o futuro, e que, como afluente da Linha do Douro, iria aumentar consideravelmente o tráfego naquela ligação.

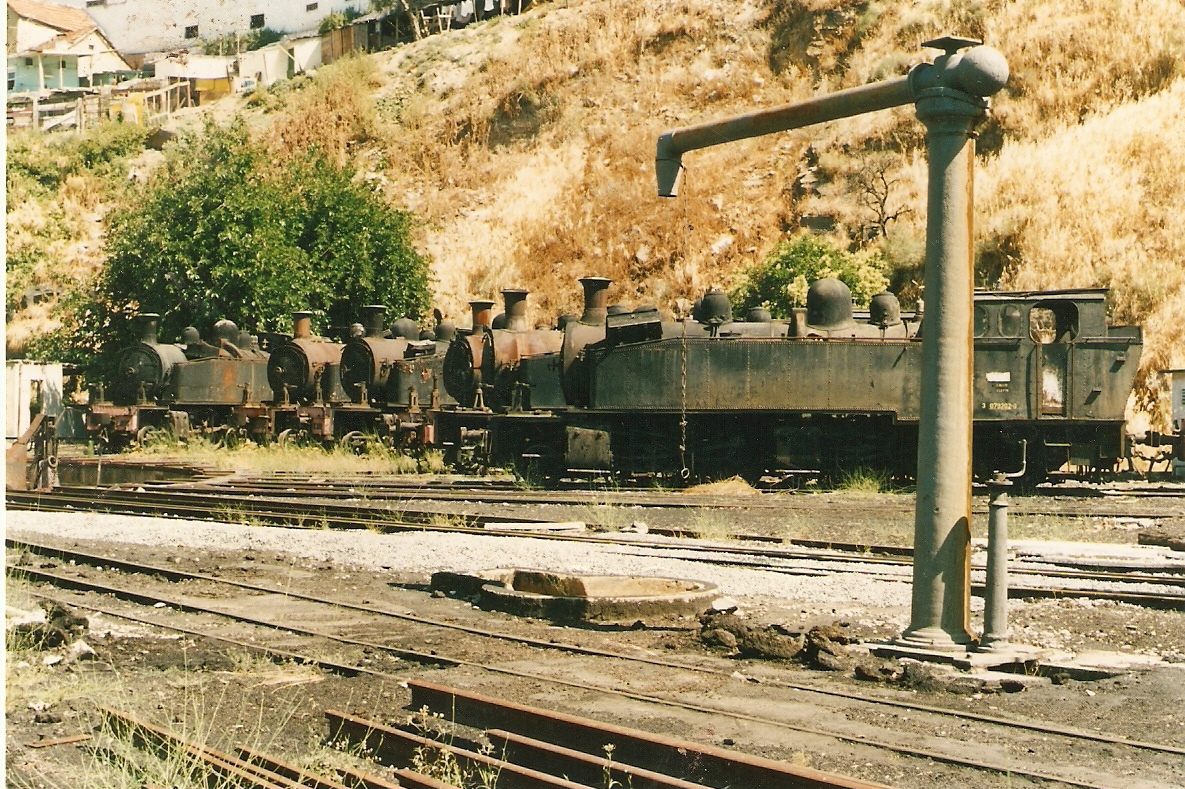
Antigas locomotivas da Linha do Corgo, abandonadas na Estação de Régua.

### Troço entre Vila Real e Pedras Salgadas
Em Julho de 1903, previa-se que os futuros estudos para a construção do troço entre Vila Real e Chaves iriam ser liderados por José António Moraes Sarmento, que, naquela altura, era encarregado pelos estudos do primeiro troço da Linha do Vale do Sado. O plano e o orçamento para o primeiro lanço da segunda parte da linha, que correspondiam ao troço entre a estação de Vila Real e o Ribeiro de Varges, datados de 13 de Fevereiro de 1905, foram aprovados em 2 de Março do mesmo ano. No dia 13 de Março, a Direcção de Minho e Douro dos Caminhos de Ferro do Estado anunciou a abertura de um concurso para o dia 18 de Abril, para a construção daquele lanço. Em 13 de Setembro, foi aprovado o projecto e o orçamento, no valor de 254:826$000 réis, do segundo lanço da segunda secção do Caminho de Ferro de Regoa a Chaves, correspondente ao troço entre o Ribeiro de Varges e as Pedras Salgadas. Nesse mês, já se executavam as terraplanagens nos cerca de quinze quilómetros até ao Ribeiro de Varges, encontravam-se em realização vários estudos para a continuação até Chaves, e estavam a ser montadas, nas oficinas de Campanhã, as duas primeiras locomotivas, da marca alemã Henschel & Sohn. Em 29 de Setembro, os Caminhos de Ferro do Estado marcaram, para o dia 6 de Novembro, um concurso público para várias infra-estruturas e terraplanagens nesta linha.
Uma portaria de 14 de Setembro aprovou o plano entre o Ribeiro de Varges e as Pedras Salgadas; este documento foi elaborado por duas brigadas, chefiadas pelos engenheiros Alfredo Pereira, que já tinha sido responsável pela execução dos estudos para o primeiro troço, e Byrne Pereira. O traçado proposto acompanhou, forçosamente, o curso do Rio Corgo até Vila Pouca de Aguiar; como previsto, a travessia do rio cumpriu-se junto a esta localidade, no Vale de Vila Pouca, onde o terreno era muito mais fácil. A construção da ponte, incluindo as avenidas de acesso, foi orçada em 4:856$000 réis. O plano incluía a instalação de 4 estações: Pedras Salgadas, Tourencinho ao quilómetro 4.920, Parada no ponto 8.850, e, no quilómetro 13.920, Vila Pouca de Aguiar; previa-se, igualmente, a construção de dois apeadeiros, um entre Tourencinho e Parada, para servir as localidades de Gralheira, Tolões e Zimães, e outro, para ser utilizado pelas povoações de Nuzedo, Sampaio e Vila Meã.
Em Setembro de 1905, previa-se que a linha chegaria às Pedras Salgadas antes da época balnear de 1907; com efeito, este troço foi aberto à exploração em 15 de Julho de 1907.

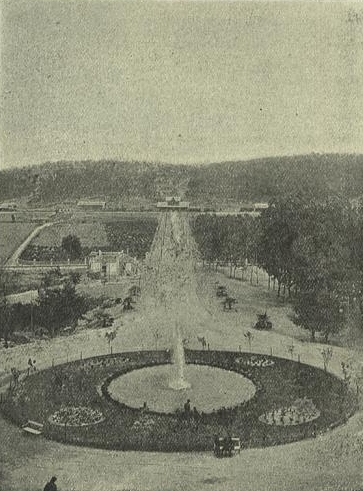
Avenida de acesso às termas do Vidago, com a estação ao fundo, nos inícios da Década de 1910.

### Troço de Pedras Salgadas a Vidago
Em 1905, ainda faltava estudar o lanço seguinte, até à importante estância termal do Vidago, mas o local da estação já tinha sido definido pelo engenheiro Eleutério da Fonseca, num sítio com espaço para se poder fazer ali o planeado entroncamento com a Linha do Tâmega Este troço deveria ser planeado de forma a evitar a realização de grandes terraplanagens junto às nascentes de águas termais, e a servir o melhor possível Loivos, localidade que era o principal centro da região, e um local obrigatório de passagem para o planalto que se compreende a Noroeste da Serra da Padrela. Para passar para a vertente da Ribeira de Oura, existem 3 portelas que se podiam usar: a de Sabroso, onde passava a Estrada Real, a de Soutelinho e a de Valoura. A primeira tinha sido seleccionada pelo engenheiro António Sarmento em 1888, quando estudou este lanço da Linha do Corgo, descendo por Reigaz para o Vidago, mas este trajecto tinha o defeito de servir apenas o Vidago; já a de Valoura foi mencionada noutro projecto, do engenheiro Gama Braga em 1877, quando a Companhia do Caminho de Ferro do Porto à Póvoa e Famalicão procurou prolongar a Linha da Póvoa até Chaves. Para o troço da Linha do Corgo até Vidago, a mais indicada era a de Sabroso, uma vez que oferecia as melhores condições de terreno.
O troço entre Pedras Salgadas e Vidago entrou ao serviço em 20 de Março de 1910. Nesse ano, iniciaram-se os serviços de ambulâncias postais nesta linha, que permaneceriam até 1972.

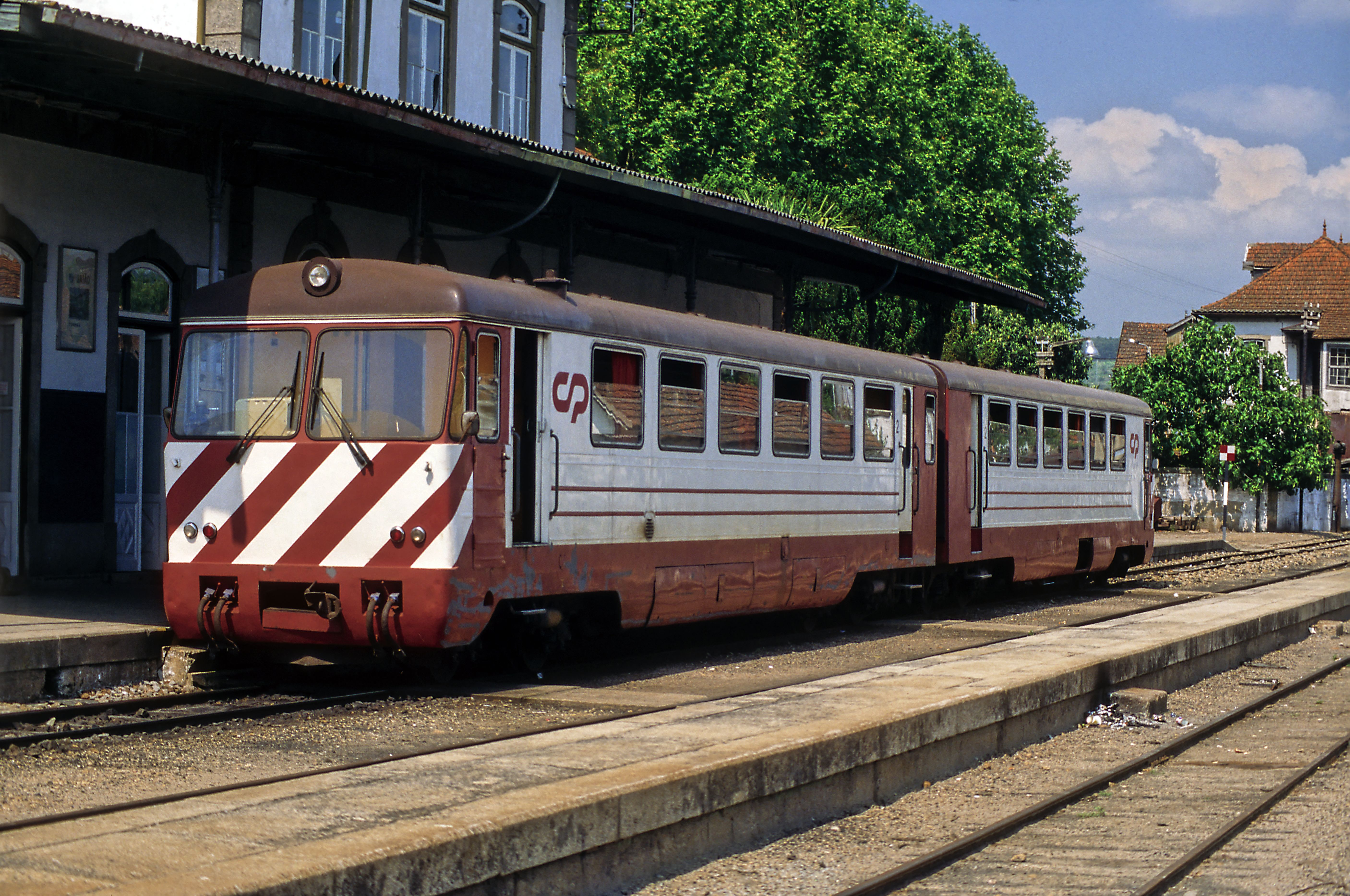
Automotora da Série 9700 na Estação de Vila Real.

### Troço entre Vidago e Chaves
Uma portaria de 17 de Abril de 1915, fundada nos pedidos da população de Chaves, e baseada nos pareceres do Conselho Superior de Obras Públicas e Minas, apresentados no dia anterior, ordenou que o troço entre Moure e Chaves fosse construído pela margem direita do Rio Tâmega, mas foi revogada por outra portaria, publicada em 10 de Julho, que determinou que a linha seguisse a margem esquerda; no entanto, e apesar dos trabalhos terem já sido iniciados pelo novo traçado, verificou-se que o traçado primitivo oferecia melhores condições técnicas, seria menos dispendioso, e fornecia uma melhor posição para a futura continuação até à rede ferroviária espanhola, pelo que a Portaria 1459, de 2 de Agosto de 1918, ordenou o regresso ao projecto original, pela margem direita.
O troço entre Vidago e Tâmega foi inaugurado em 20 de Junho de 1919, e, em 28 de Agosto de 1921, foi aberta à exploração a linha até Chaves.

## Transição para a Companhia Nacional de Caminhos de Ferro
Durante os primeiros anos, a gestão da linha foi muito afectada pela instabilidade na administração dos Caminhos de Ferro do Estado, que se acentuou com a Revolta de 19 de Outubro de 1921; isto repercutiu-se no aumento do coeficiente de exploração da linha. Assim, esta linha foi arrendada pelo Estado à Companhia dos Caminhos de Ferro Portugueses em 27 de Março de 1927, que a subarrendou à Companhia Nacional de Caminhos de Ferro por um contrato de 11 de Março de 1928. Entre as condições do contrato, a Companhia teria de pagar uma renda fixa, correspondente a 6% das receitas brutas, e uma renda variável, que era retirada de uma percentagem dos lucros líquidos; esta última condição foi criticada, uma vez que as duas Linhas em causa já eram por si deficitárias, não podendo, então, gerar lucro. Caso existisse prejuízo, como sucedeu, o Estado teria de cobrir até 70% do défice, a não ser se essa situação se devesse a casos de força maior ou de insuficiência de tarifas.
Inicialmente, a situação revelou-se bastante favorável, com a Companhia Nacional a realizar uma excelente gestão da Linha, tendo reduzido o coeficiente de exploração de 3,89 para 1,15. No entanto, a explosão do transporte rodoviário e uma crise económica, junto às restritivas condições do contrato, depressa começaram a ameaçar a situação financeira da empresa, colocando-o à beira da falência. Por outro lado, as condições de exploração da linha também se revelaram difíceis, devido ao seu isolamento em relação ao resto da rede de linhas métricas, que não permitia a troca de material circulante nem a utilização de oficinas comuns. Para tentar melhorar a situação, o Conselho Superior de Caminhos de Ferro realizou vários estudos, onde se destacou um relatório do engenheiro Vasconcelos e Sá, que aconselhava o uso de material circulante a gasóleo, incluindo automotoras, uma vez que permitiam uma considerável redução de despesas, e a separação do transporte de mercadorias e passageiros.
Para conseguir que o Governo pagasse o valor correspondente a 70% do défice, como tinha sido acordado, a Companhia Nacional teve de recorrer ao Tribunal Arbitral; este favoreceu a Companhia, tendo declarado, num acórdão de 5 de Julho de 1932, que esta não podia ser culpada das condições em que operava, devido às difíceis condições físicas das linhas e aos problemas com o material circulante, que era anterior aos contratos; estes factores explicavam, igualmente, a razão pela qual as tarifas eram incapazes de cobrir as despesas. Desta forma, o Governo foi condenado a pagar 1.703.000$00 escudos, relativo a 70% do défice entre 1929 e 1931 nas Linhas do Sabor e do Corgo.

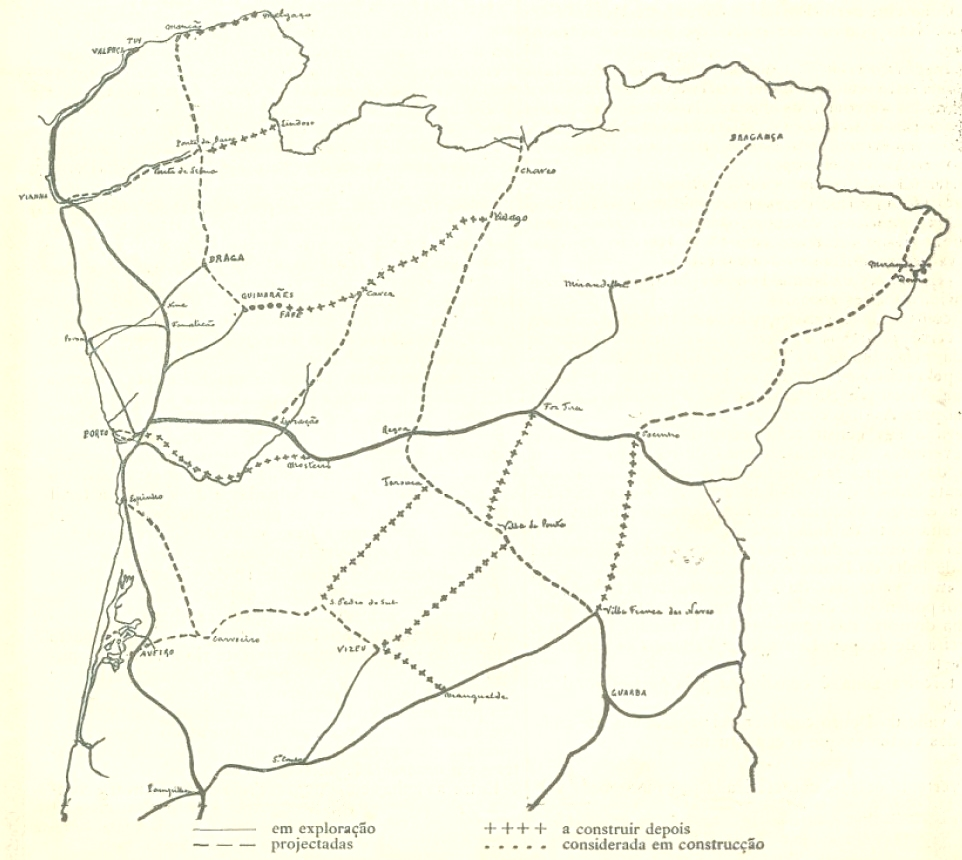
Mapa da Rede Complementar ao Norte do Mondego, de 1900. A Linha do Corgo devia continuar até Espanha via Chaves, e ligar-se à Linha do Tâmega em Vidago, e à Linha de Lamego na Régua.

## Ligação a outras linhas nacionais e a Espanha
A comissão formada por Elvino de Brito em 1898 propôs a construção de três linhas, todas de bitola estreita: uma devia sair da Linha do Douro em Livração, seguir pelo vale do Rio Tâmega, passar por Cavez e terminar na Linha do Corgo em Vidago, enquanto que a que a outra continuaria a Linha de Guimarães a partir da cidade berço, entroncando na Linha do Tâmega em Cavez, e a terceira uniria a Régua a Vila Franca das Naves.
Este plano foi aprovado por um decreto de 16 de Fevereiro de 1900, tendo o primeiro troço da Linha do Tâmega, entre Livração e Celorico, sido construído ao abrigo deste diploma. Este documento também previu a construção de uma linha até Lamego, e posteriormente, até Vila Franca das Naves, constituindo uma extensão natural da Linha do Corgo. Um outra ligação à Linha da Beira Alta, desta vez em via larga, foi preconizada pelos militares, ligando a Régua a Gouveia, passando por Lamego, Viseu e Mangualde; no entanto, a Estação da Régua não oferecia condições suficientes para ali se fazer a bifurcação, e a construção da linha até Lamego e Viseu seria bastante complicada.
A Portaria 1459, de 2 de Agosto de 1918, previu o prolongamento deste caminho de ferro até à linha entre Medina del Campo e A Corunha, em Espanha. Este projecto foi criticado em 1935, pelo coronel Raul Esteves, por motivos de ordem militar.
Entre 1927 e 1929, procedeu-se à revisão do plano geral da rede ferroviária, tendo o novo plano sido aprovado pelo Decreto n.º 18190, de 28 de Março de 1930; este diploma modificou a continuação projectada da Linha do Tâmega, deslocando o seu ponto terminal para a Estação de Pedras Salgadas, na Linha do Corgo. O Decreto também introduziu, em via métrica, a Transversal de Trás-os-Montes, que ligaria as Estações de Pedras Salgadas ou Vila Pouca de Aguiar à Linha do Tua em Mirandela, e um troço da Régua a São Pedro do Sul, passando por Castro D'Aire e Lamego. Por seu turno, a Linha do Ave iria unir Arco de Baúlhe, na Linha do Tâmega, a Caniços, na Linha de Guimarães, ficando, assim, ligada a rede de via estreita do Porto às 3 linhas transmontanas; a única linha que ficaria desligado da restante rede métrica era a do Sabor, por não ter sido inserida a transversal de Chacim, que uniria o Mogadouro, naquele caminho de ferro, a Macedo de Cavaleiros, na Linha do Tua. Além de possibilitar uma melhor cobertura da região de Trás-os-Montes e permitir a sua ligação ao litoral, estas linhas iriam melhorar as condições de exploração dos caminhos de ferro já existentes, uma vez que deixariam de estar isoladas, podendo trocar material circulante e utilizar instalações oficinais comuns.
A Comissão Administrativa do Fundo Especial de Caminhos de Ferro aprovou, na sua sessão de 23 de Abril de 1934, a construção de 3 casas para a habitação de pessoal, nesta linha.

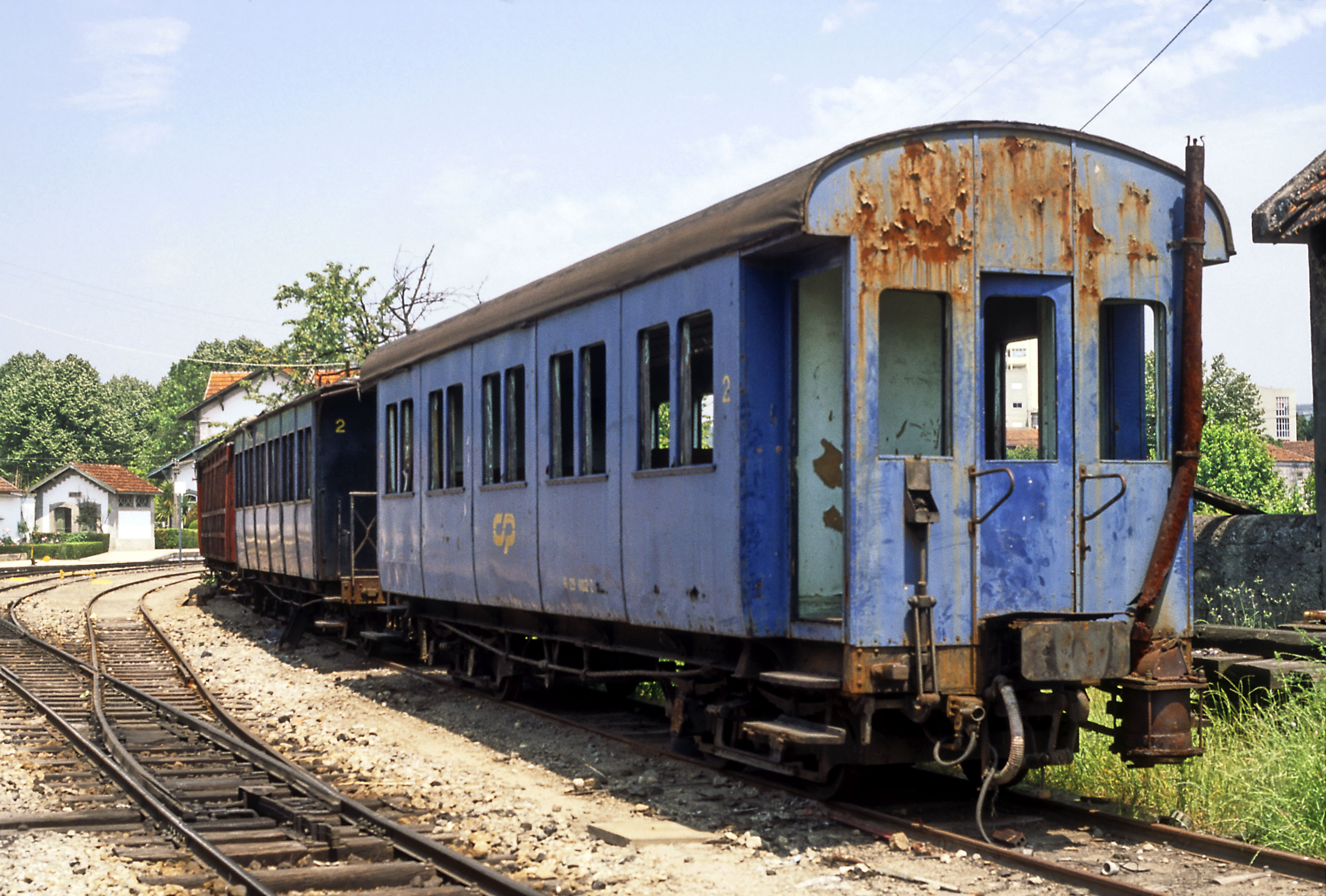
Antigas carruagens, abandonadas na Estação de Vila Real, em 1996.

## Declínio e encerramento do troço Vila Real - Chaves
Em 1970, a Companhia dos Caminhos de Ferro Portugueses iniciou uma série de estudos sobre as linhas de reduzido tráfego, incluindo a do Corgo, para saber se existiam condições para manter os serviços ferroviários, com apoio do estado, ou se deviam ser substituídos por carreiras de autocarros. Na primeira metade da década de 1980, foi aberto um núcleo museológico na Estação de Chaves, no âmbito de um programa dos Caminhos de Ferro Portugueses pela preservação do seu património.
Em 1984, o troço até Chaves foi alvo de obras de requalificação, coordenadas por José Pinto Mourinha, chefe de distrito dos Caminhos de Ferro Portugueses. Em 14 de Junho de 1988, o Diário de Lisboa noticiou que as populações organizaram protestos contra as novas medidas introduzidas pela CP na Linha do Corgo, incluindo a introdução de horários desajustados às necessidades dos utentes, a supressão de dois comboios entre Chaves e Vila Real, e o transporte de passageiros em vagões para mercadorias e gado.
Em 1 de Janeiro de 1990, foi encerrado o troço entre Vila Real e Chaves.

## A linha nas décadas de 1990 e 2000
Em meados de 2000, estava prevista a realização de comboios históricos a vapor entre a Régua e Vila Real, numa iniciativa da Rede Ferroviária Nacional, da operadora Comboios de Portugal, e de outras entidades; seria empregue uma locomotiva da casa alemã Henschel & Sohn, que já tinha circulado nesta Linha, estando também prevista a abertura de lojas nas estações ao longo do percurso, para vender artigos regionais e Vinho do Porto. Nesta altura, já circulavam comboios históricos de forma esporádica, rebocados por locomotivas a gasóleo.
Em Janeiro de 2001, o trânsito ferroviário foi suspenso nesta linha, devido às condições atmosféricas adversas. Em Julho, uma colisão entre um comboio e um automóvel, numa passagem de nível junto ao Peso da Régua, provocou 3 feridos graves. Em 2002, já estavam em funcionamento os comboios turísticos com a locomotiva a vapor, realizados entre Março e Outubro.
Em 2005, realizou-se a última viagem turística na Linha do Corgo, até Vila Real, utilizando o comboio histórico preservado na Estação de Régua.

## Desactivação do troço Régua - Vila Real

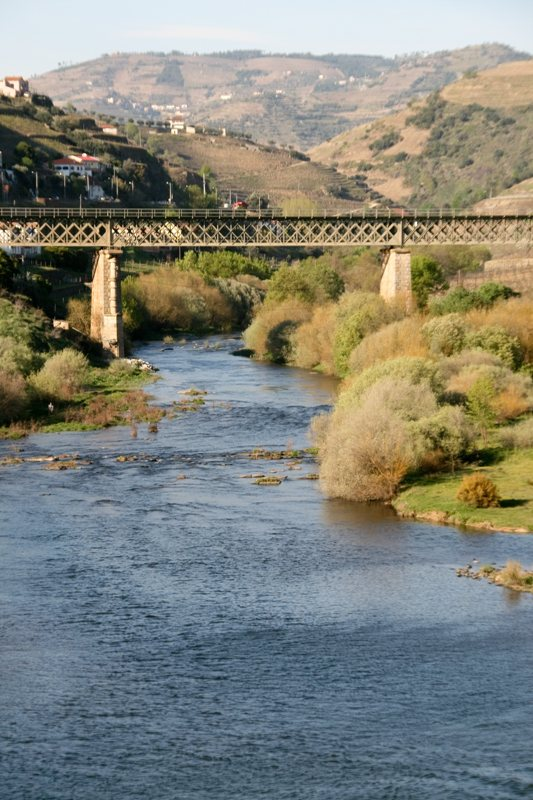
Ponte Ferroviária do Corgo, em 2008.

### Encerramento para obras
O troço entre a Régua e Vila Real foi encerrado pela Rede Ferroviária Nacional a 25 de Março de 2009, para a realização de obras, de forma a modernizar a linha e aumentar a sua segurança. A empresa previa a reabertura da linha em 2011, tendo, em Novembro, iniciado um estudo às populações entre Vila Real e Peso da Régua, que pretendia reconhecer as necessidades das populações, de forma a ajustar o futuro funcionamento da linha. Nesse ano, a então secretária de Estado dos Transportes, Ana Paula Vitorino, anunciou que iriam ser investidos 23,4 milhões de euros em obras de reparação da linha, prevendo que estariam terminadas antes do final de 2010.
Foi organizado um serviço alternativo de autocarros, mas a segurança deste transporte foi criticada devido à reduzida largura das estradas. Por outro lado, o deputado Socialista Jorge Almeida criticou o processo de suspensão, afirmando que foi feito de forma demasiado rápida, e que devia ter havido melhor preparação junto das populações, de forma a evitar maiores incómodos na transição para os transportes alternativos. Em Setembro de 2011, a CP gastava 7.346 euros por mês com empresas privadas, para assegurar este serviço.
A primeira fase, correspondente à remoção da infra-estrutura de via e alterações na plataforma, no valor de 4,4 milhões de euros, estava prevista para começar em Junho de 2009, mas, nos princípios de Julho, ainda não se tinha iniciado, devido a dificuldades em adquirir novos materiais para a via ferroviária. Nos finais desse mês, a primeira fase já tinha arrancado, tendo sido terminada nos finais do ano. Em seguida, a Rede Ferroviária Nacional iniciou a criação de vários projectos de geotecnia, de drenagem e de via; esta aparente paragem nos trabalhos provocou alguns receios entre as populações e autarcas locais. Além disso, e como previsto, esta entidade iniciou, em 2010, um programa de inquéritos nos principais pontos de atracção e geração de viagens, nas escolas, e aos utentes dos transportes públicos rodoviário e ferroviário, por forma a reconhecer os padrões de mobilidade das populações abrangidas; esta informação foi, posteriormente, analisada, de forma a preparar soluções de transporte integrado rodoviário e ferroviário.
Em Abril do mesmo ano, a Assembleia Municipal de Vila Real, presidida por Pedro Passos Coelho, aprovou uma moção, exigindo ao governo que se inicie a segunda fase nas obras da Linha; Luís Pedro Pimentel e António Cabeleira, deputados do Partido Social Democrata, entregaram um requerimento na Assembleia da República, por forma a que o governo informasse sobre as datas de reinicio e conclusão de obras, e se a Linha estaria requalificada e reaberta até Setembro de 2010, como havia sido prometido anteriormente pelo Ministro das Obras Públicas.

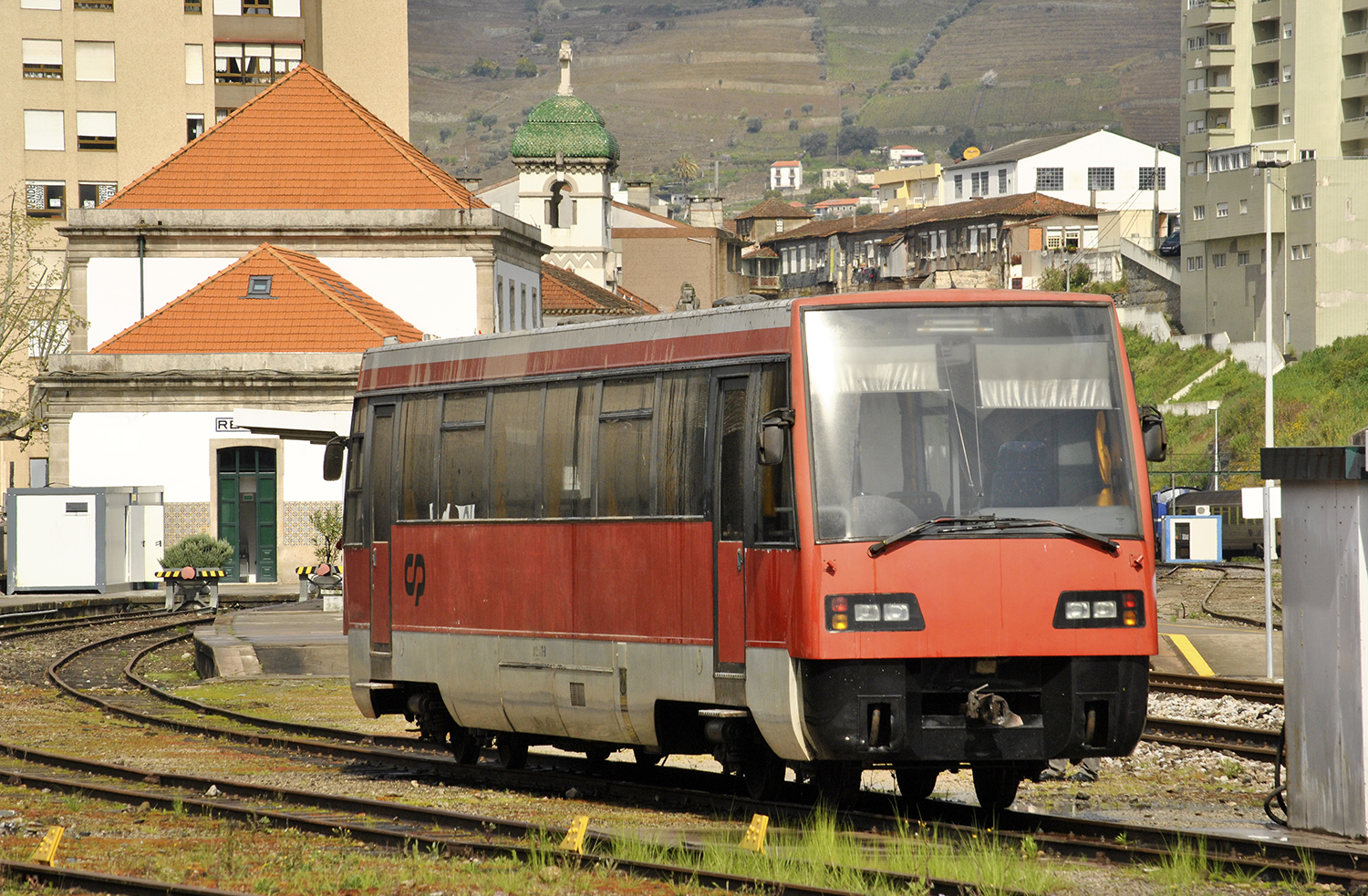
Automotora 9507 na Estação de Régua, em 2013.

### Suspensão das obras e encerramento da Linha
Em Julho de 2010, a Rede Ferroviária Nacional decidiu suspender, entre outros investimentos, o projecto de reabilitação da Linha do Corgo, de acordo com as directrizes do Plano de Estabilidade e Crescimento, que prevê restrições orçamentais e o combate ao endividamento público, e do Plano Estratégico de Transportes.
Em Março de 2011, a organização Quercus exigiu a reabertura da Linha do Corgo. Em 2 de Abril, realizou-se uma manifestação na Estação de Vila Real, protestando contra o encerramento daquele troço. No mês seguinte, Passos Coelho defendeu, numa campanha eleitoral no Peso da Régua, a requalificação desta linha. Em Junho, um estudo realizado por uma equipa conjunta do Ministério das Obras Públicas e Transportes e do Ministério das Finanças foi entregue à Troika, defendendo o encerramento de vários troços ferroviários e a suspensão definitiva das obras em várias linhas, incluindo a do Corgo.
Em Outubro, a organização Movimento Cívico pela Linha do Corgo organizou um debate em Alvações do Corgo, sobre a desactivação da linha. Nesse mês, o governo (então liderado por Pedro Passos Coelho) anunciou o encerramento definitivo da Linha do Corgo.
Em Novembro, a divisão CP Frota da operadora Comboios de Portugal procurou vender a composição história de via estreita que estava guardada na Estação de Régua, alegando que, com o previsto encerramento da Linha do Vouga, este comboio deixaria de ser útil; este processo provocou uma acesa polémica, com a Federação Europeia das Associações de Caminhos-de-Ferro Turísticos a ter boicotado a tentativa de venda. Nesse mês, a Rede Ferroviária Nacional colocou barreiras nas entradas de vários troços da antiga Linha do Corgo, de forma a impedir a sua «utilização abusiva».
Em Dezembro, o Movimento Cívico alertou que os antigos carris da Linha do Corgo, que tinham sido armazenados na Estação de Vila Real, foram retirados por camiões. Nesse mês, a operadora Comboios de Portugal anunciou, para 1 de Janeiro de 2012, o encerramento do serviço rodoviário de substituição nesta linha, devido ao fim do processo de reactivação, como previsto pelo Plano Estratégico de Transportes; desta forma, os serviços de autocarros passariam a ser prestados por empresas locais de transporte. Em março de 2012 a Linha do Corgo foi removida formalmente, pela entidade reguladora, da rede em exploração.
Em 2016 foi desmantelada toda a infraestrutura ferroviária em via algaliada entre a estação da Régua e a de Corgo, que permitia a ligação entre o tronco da Linha do Corgo e as instalações de manutenção, manobras, e atividade comercial (passageiros e carga) na Régua, inviabilizando assim uma futura reabertura da operação em via estreita.